# Octombrie 2021
Acest articol este generat integral pe baza informațiilor din articolul 2021 și este actualizat periodic de un robot.
 Editările făcute în articol vor fi șterse la următoarea actualizare! Dacă doriți să faceți modificări, editați articolul-sursă.

ianuarie -
februarie -
martie -
aprilie -
mai -
iunie -
iulie -
august -
septembrie -
octombrie -
noiembrie -
decembrie
Octombrie 2021 a fost a zecea lună a anului și a început într-o zi de vineri.

## Evenimente

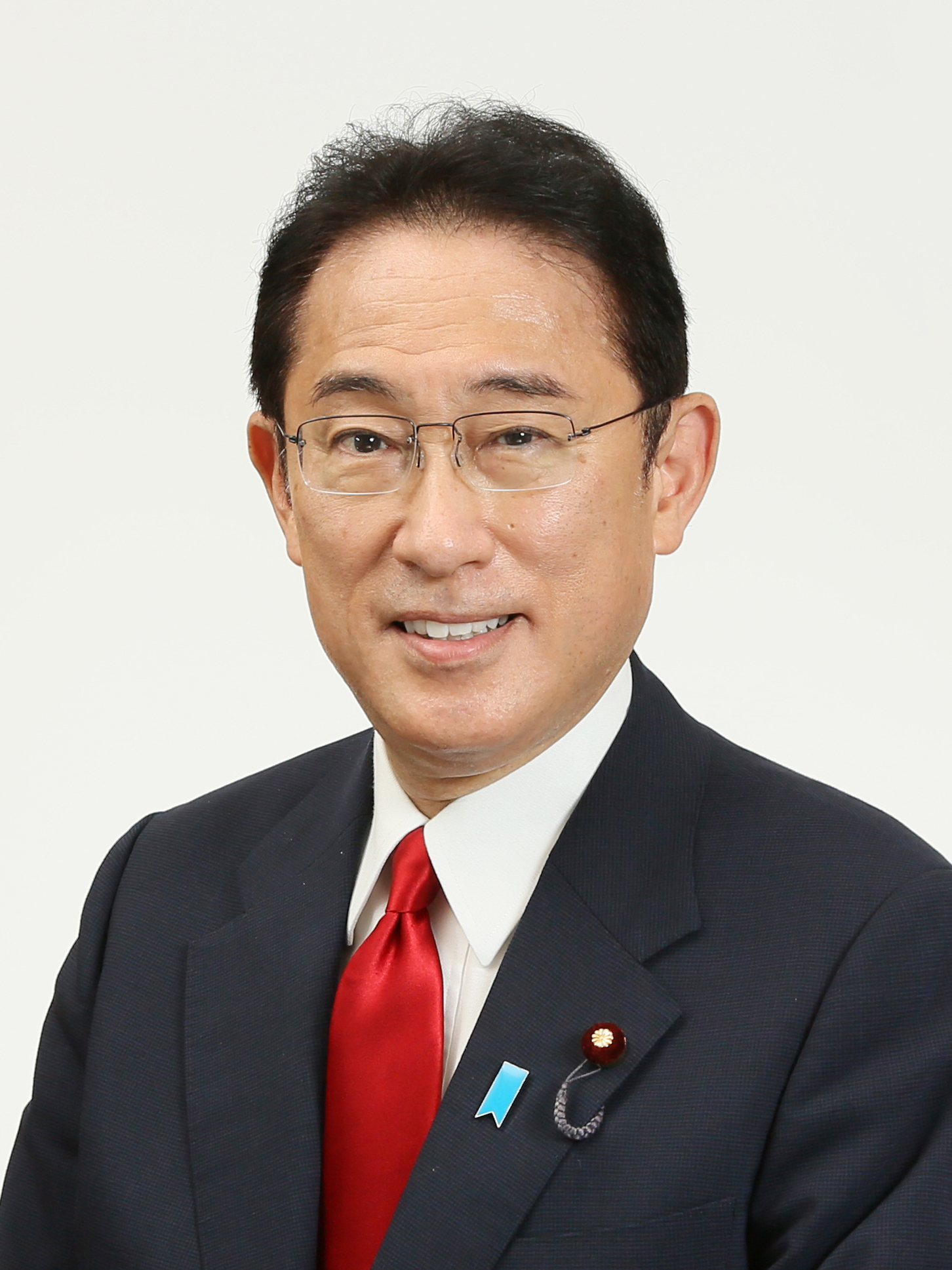
Fumio Kishida- noul premier al Japoniei

- 1 octombrie: Venezuela lansează a doua revizuire monetară în ultimii trei ani prin reducerea a șase zerouri din moneda sa bolívar pentru a simplifica contabilitatea. Această mișcare a fost un răspuns la hiperinflația care a atins un record anual de 1.743%, pe fondul unei grave crize economice în curs.[1]
- 1 octombrie: Un incendiu a izbucnit la secția ATI a Spitalului de Boli Infecțioase din Constanța, fiind activat Planul roșu de intervenție. Șapte pacienți au decedat.[2]
- 1 octombrie: Dacian Cioloș a fost ales în funcția de președinte al USR PLUS, în urma celui de-al doilea tur al alegerilor interne pentru această funcție, obținând 19.603 de voturi, față de contracandidatul său, Dan Barna, care a obținut 18.900.[3]
- 4 octombrie: Fumio Kishida devine cel de-al 100-lea prim-ministru al Japoniei, în locul lui Yoshihide Suga.[4]
- 5 octombrie: Criza politică din România: Moțiunea de cenzură intitulată „Stop sărăciei, scumpirilor și penalilor! Jos Guvernul Cîțu!”  inițiată de PSD și susținută de USR și AUR a fost adoptată cu 281 de voturi „pentru”. Guvernul Florin Cîțu a fost demis, după mai puțin de 11 luni de la învestire, și la o lună de la retragerea USR-PLUS de la guvernare. Este cel mai mare număr de voturi înregistrat la o moțiune de cenzură în România post-decembristă.[5]
- 5 octombrie: Procurorul de la Chișinău, Alexandr Stoianoglo, este suspendat din funcție și reținut de către ofițerii SIS fiind acuzat de „corupere pasivă și abuz în serviciu”.
- 6 octombrie: Organizația Mondială a Sănătății aprobă primul vaccin împotriva malariei..[6]
- 9 octombrie: Sebastian Kurz își anunță demisia din funcția de cancelar al Austriei ca urmare a unei anchete de corupție lansată împotriva sa.[7]
- 10 octombrie: Aproximativ 25 de milioane de irakieni sunt chemați la urne în cadrul unui scrutin legislativ anticipat prezentat de puterea de la Bagdad ca o concesie în fața mișcării de contestare.
- 11 octombrie: Procesul pentru asasinarea fostului lider din Burkina Faso, Thomas Sankara, cunoscut sub numele de „Che Guevara african” începe la Ouagadougou împotriva a 14 persoane, printre care și fostul președinte Blaise Compaoré, care va fi judecat in absentia. Sankara a fost asasinat în 1987.[8]
- 11 octombrie: Alexander Schallenberg devine cancelar al Austriei după demisia lui Sebastian Kurz.
- 11 octombrie: Criza politică din România: Președintele Klaus Iohannis îl desemnează pe Dacian Cioloș candidat pentru funcția de prim-ministru.[9]
- 19 octombrie: Președinta Republicii Moldova, Maia Sandu, ratifică Convenția de la Istanbul privind prevenirea și combaterea violenței împotriva femeilor și a violenței domestice, asta după ce și Parlamentul Republicii Moldova a ratificat-o în data de 14 octombrie.
- 19 octombrie: Criza politică din România: Toți miniștrii propuși pentru un guvern monocolor USR au primit aviz negativ din partea comisiilor de specialitate din Parlament, cu excepția Ministrului Transporturilor propus Cătălin Drulă.[10]
- 19 octombrie: Institutul Național de Sănătate Publică din România raportează un număr record de 574 de decese cauzate de virusul SARS-CoV-2 în 24 de ore și un număr record de 18.863 de cazuri noi de COVID.[11][12]
- 20 octombrie: Criza politică din România: Parlamentul respinge propunerea de investire a lui Dacian Cioloș și a cabinetului său. În favoarea cabinetului Cioloș au votat 88 de parlamentari și împotrivă 184.[13][14]
- 21 octombrie: Criza politică din România: Președintele Klaus Iohannis îl desemnează pe Nicolae Ciucă candidat pentru funcția de prim-ministru.[15]

## Decese
- 1 octombrie: Vytautas Kolesnikovas, 72 ani, pictor, grafician și politician lituanian (n. 1948)
- 1 octombrie: Iosif Toth, 83 ani, senator român (1990-1992), (n. 1937)
- 2 octombrie: Valeriu Mițul, 60 ani, activist politic din R. Moldova, veteran al Războiului din Transnistria (n. 1961)
- 2 octombrie: Petrică Moise, 74 ani, interpret și compozitor român de muzică populară din regiunea Banat (n. 1947)
- 2 octombrie: Ioannis Palaiokrassas, 87 ani, politician grec, comisar european (1993-1994), (n. 1934)
- 3 octombrie: George Achim, 61 ani, profesor de literatură contemporană la Centrul Nord Baia Mare al Universității Tehnice din Cluj-Napoca (UTCN), conducător de doctorat, critic literar, poet și eseist (n. 1960)
- 3 octombrie: Lars Vilks, 75 ani, artist suedez (n. 1946)
- 6 octombrie: Tomoyasu Asaoka, 59 ani, fotbalist japonez (n. 1962)
- 8 octombrie: Vasile Flueraș, 72 ani, episcop român (n. 1948)
- 8 octombrie: Jup Weber, 71 ani, om politic luxemburghez, membru al Parlamentului European (1994–1999), (n. 1950)
- 8 octombrie: Gheorghe Zaman, 79 ani, economist român (n. 1942)
- 9 octombrie: Owen Luder, 93 ani, arhitect britanic (n. 1928)
- 10 octombrie: Alexandru Bogdan, 80 ani, medic veterinar român (n. 1941)
- 10 octombrie: Cornel Drăgușin, 95 ani, fotbalist și antrenor român (n. 1926)
- 10 octombrie: Luis de Pablo, 91 ani, compozitor spaniol (n. 1930)
- 12 octombrie: Julija Nikolić, 38 ani, handbalistă ucraineană naturalizată în Macedonia de Nord (n. 1983)
- 12 octombrie: Marcel Petrișor, 91 ani, profesor și scriitor român (n. 1930)
- 15 octombrie: Christel Schaack, 96 ani, fotomodel german (n. 1925)
- 15 octombrie: Pornsak Songsaeng, 60 ani, actor și cântăreț thailandez (n. 1960)
- 16 octombrie: Coleta de Sabata, 86 ani, scriitoare română, rector al Institutului Politehnic „Traian Vuia” din Timișoara (1981–1989), deputat (1985–1989), (n. 1935)
- 18 octombrie: Colin Powell, 84 ani, general și politician american, Secretar de stat al Statelor Unite ale Americii (2001–2005), (n. 1937)
- 19 octombrie: Jack Angel, 90 ani, actor american de film și televiziune (n. 1930)
- 19 octombrie: Dumitru Tiutiuca, 80 ani, profesor universitar, critic literar, istoric literar, teoretician și eseist român (n. 1941)
- 21 octombrie: Gurie Georgiu, 52 ani, episcop al Eparhiei Devei și Hunedoarei (n. 1968)
- 21 octombrie: Bernard Haitink, 92 ani, dirijor și violonist neerlandez (n. 1929)
- 21 octombrie: Hassan Hanafi, 86 ani, filosof egiptean (n. 1935)
- 22 octombrie: Gelu Tofan, 61 ani, om de afaceri român (n. 1960)
- 22 octombrie: Liliana Tomescu, 92 ani, actriță română de teatru și film (n. 1929)
- 22 octombrie: Vera Venczel, 75 ani, actriță maghiară (n. 1946)
- 24 octombrie: Denis Teofikov, 21 ani, cântăreț bulgar (n. 2000)
- 25 octombrie: Fofi Gennimata, 56 ani, politiciană greacă (n. 1964)
- 25 octombrie: Herman Schmid, 81 ani, om politic suedez (n. 1939)
- 28 octombrie: Michael Laughlin, 82 de ani, regizor de film, american (n. 1938)
- 28 octombrie: Pavel Coruț, 72 ani, scriitor, ofițer de informații și contrainformații român (n. 1948)
- 29 octombrie: Clément Mouamba, 77 ani, politician congolez (n. 1943)
- 29 octombrie: Viorel Stanca, 67 ani, politician și om de afaceri român (n. 1954)
- 30 octombrie: Petre Sbârcea, 89 ani, dirijor român (n. 1932)
- 31 octombrie: Aurel Vainer, 89 ani, economist român de etnie evreiască (n. 1932)